# 町村金五
町村 金五（まちむら きんご、1900年〈明治33年〉8月16日 - 1992年〈平成4年〉12月14日）は、日本の内務官僚、政治家。勲一等正三位。
官選新潟県・富山県知事、警保局長（現在の警察庁長官相当）、警視総監、衆議院議員、公選北海道知事、参議院議員、自治大臣兼国家公安委員会委員長兼北海道開発庁長官、自民党参院会長を歴任した。

## 概要
1900年（明治33年）生。
内務官僚時代は主に地方畑と警保畑を歩み、官選の新潟県・富山県両県の知事を経て、内務省警保局長や警視総監などを歴任した。いわゆる特高官僚として、戦後公職追放。
追放解除後、衆議院議員総選挙に立候補して国会議員となる。その後、北海道知事に当選し3期務める。任期満了後は参議院議員に転じ、自治大臣等も務めた。衆議院総選挙に4回、参議院選挙に2回当選した。
1992年（平成4年）死去。享年92。

## 経歴

### 生い立ち
1900年（明治33年）8月16日、北海道札幌郡豊平村に町村金弥・そとの五男として生まれる。父・金弥は、宮部金吾や佐藤昌介等と共に札幌農学校で学び、日本の「酪農の草分け」と言われた酪農家である。元貴族院議員・元参議院議員町村敬貴の実弟、元衆議院議員町村信孝の実父、衆議院議員和田義明の義理の祖父（夫人が信孝の娘）。
私立東京開成中学校を経て、第二高等学校甲組英法文科進学。二高では土井晩翠に学ぶ。東京帝国大学進学。1924年（大正13年）3月、東京帝国大学法学部政治学科卒業。高等文官試験受験中に関東大震災に遭う。

### 内務官僚
同年5月、内務省入省。任青森県属、知事官房主事兼内務部庶務課勤務。1925年（大正14年）10月、兼任青森県警部、警察部警務課長。1926年（大正15年）10月、任地方警視、静岡県警察部保安課長。
1929年（昭和4年）8月、任地方事務官、静岡県内務部商工課長兼水産課長。1930年（昭和5年）4月、任地方警視、静岡県警察部警務課長。
同年7月、宮内省に出向し、任宮内事務官兼帝室林野局事務官、大臣官房秘書課勤務帝室林野局東京支局監理課長兼整理課長。1931年（昭和6年）5月、任宮内書記官、大臣官房総務課兼秘書課勤務。1932年（昭和7年）7月、任宮内大臣秘書官兼宮内書記官。
1936年（昭和11年）4月、任岐阜県書記官、補警察部長。1937年（昭和12年）2月、任三重県書記官、補警察部長。1938年（昭和13年）1月、任内務省書記官、警保局警務課長。1939年（昭和14年）4月、兼任内務大臣秘書官兼人事課長。人事課長時代に中曽根康弘（第71・72代・73代内閣総理大臣）を採用している。
1941年（昭和16年）1月、官選第33代富山県知事（～1943年）。
1943年（昭和18年）4月、警保局長、補警察講習所長。同年11月、兼任防空総本部警防局長。
1945年（昭和20年）2月、官選第28代新潟県知事（～1945年4月9日）兼任海運局長。
同年4月、任警視総監。宮城事件の責任を問われて警視総監を辞任。同年8月、任東京都次長。
1946年（昭和21年）1月、依願免本官。

### 衆議院議員
1952年（昭和27年）10月、改進党公認で旧北海道1区から第25回衆議院議員総選挙に立候補し当選。
1954年（昭和29年）、日本民主党（鳩山民主党）の結成に参加せず無所属となる。その後吉田自由党に入党。1955年（昭和30年）、保守合同による自由民主党の結成に参加　自由党出身の緒方竹虎と行動をともにする。1956年（昭和31年）、旧緒方派の流れをくむ石井派に所属。

### 北海道知事
1959年（昭和34年）4月、北海道知事選において、新人対決で（52年衆院初当選の同期生で衆院候補としてもライバルだった）日本社会党の新人横路節雄元日本教職員組合副委員長を破る（ - 1971年4月）。
同年、北海道師友会会長に就任。

### 参議院議員
1971年（昭和46年）6月、第9回参議院議員通常選挙に立候補し当選。1972年（昭和47年）5月、北海タイムス社代表取締役会長。
1973年（昭和48年）11月、第2次田中角榮内閣で自治大臣兼国家公安委員会委員長兼北海道開発庁長官。
1980年（昭和55年）7月、自民党参議院議員会長。同年11月、勲一等旭日大綬章受章。
1983年7月9日、参議院議員選挙に立候補せず、引退する。
1992年（平成4年）12月14日、死去、正三位に叙せらる。墓所は文京区吉祥寺。

## 政策
- 内務省復活論者であり、「都道府県は自治制を廃止し、公選知事、都道府県議会も廃止して、国の総合出先機関に改める」ことや、「内政に関する国の体制を強化するため内務省を復活させる」ことを提案していた[1][2]。
- ソビエト連邦に代表される社会主義陣営に対する警戒心が強く、日本の防衛力増強を主張した[3]。
- 北海道知事在職中、旧北海道庁舎（赤レンガ庁舎）の解体計画に「国の重要文化財の指定を取り付け、永久保存すべき」だとして反対し、保存運動を主導。「北海道百年」事業の一環として屋上の八角塔やバルコニーの復元などを行って建築当時の姿を復元し、国の重要文化財の指定を実現している[4]。

## 人物
- 後に参議院議員となる植木光教は、町村の下で秘書や北海道知事室長を務めた。
- 歌手の岸洋子の後援会会長を務めた。

## 家族・親族・系譜

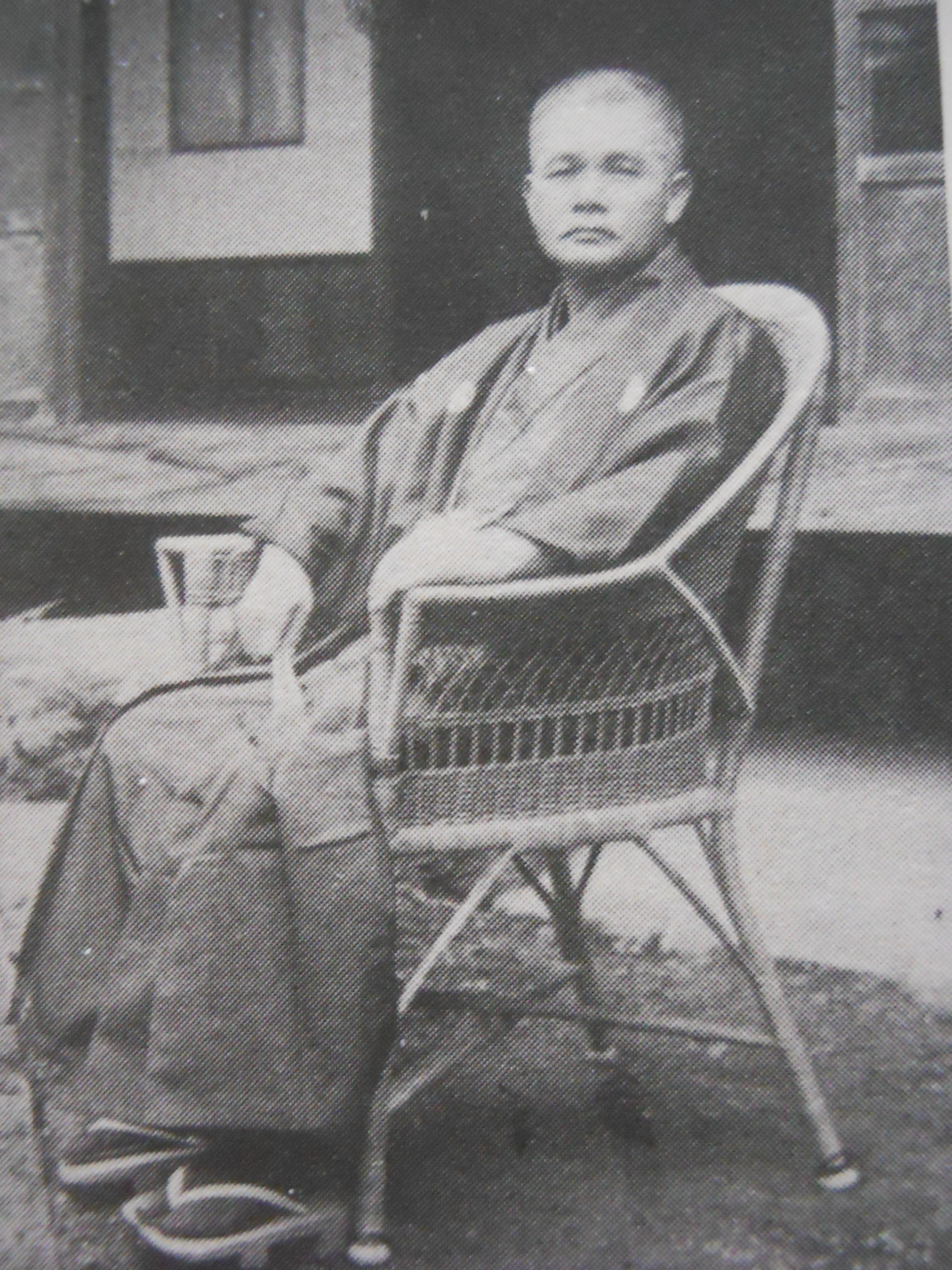
父町村金弥

- 祖父：町村織之丞（越前国府中藩士、第9代当主）
- 父：金弥（酪農家）
- 母：そと（福井県、酢醸造業山本怡仙の三女）
- 妻：二葉（鳥取県、学者桑田熊蔵の娘）
- 兄：敬貴（酪農家、政治家。町村農場を創設）
- 長男：忠良
- 長女：富士江
- 二男：信孝（官僚、政治家）
- 二女：ひろ子
- 三女：君代 〔山本悟夫人〕
- 四女：康子

## 著作
- 町村金五・館林三喜男共著『近代社会思想読本』（天満社、1952年）

## 選挙歴
| 当落                                                  | 選挙                     | 施行日        | 選挙区      | 政党       | 得票数    | 得票率 | 得票順位 /候補者数 | 比例区 | 比例順位 /候補者数 |
| ----------------------------------------------------- | ------------------------ | ------------- | ----------- | ---------- | --------- | ------ | ------------------ | ------ | ------------------ |
| 当                                                    | 第25回衆議院議員総選挙   | 1952年10月1日 | 北海道第1区 | 改進党     | 42,815    | 12.9   | 3/11               | -      | -                  |
| 当                                                    | 第26回衆議院議員総選挙   | 1953年4月19日 | 北海道第1区 | 改進党     | 37,573    | 11.0   | 5/10               | -      | -                  |
| 当                                                    | 第27回衆議院議員総選挙   | 1955年2月27日 | 北海道第1区 | 無所属     | 50,963    | 12.9   | 5/10               | -      | -                  |
| 当                                                    | 第28回衆議院議員総選挙   | 1958年5月22日 | 北海道第1区 | 自由民主党 | 82,480    | 22.0   | 2/7                | -      | -                  |
| 当                                                    | 1959年北海道知事選挙     | 1959年4月23日 | 北海道      | 自由民主党 | 1,092,456 | 52.8   | 1/3                | -      | -                  |
| 当                                                    | 1963年北海道知事選挙     | 1963年4月17日 | 北海道      | 自由民主党 | 1,393,352 | 63.5   | 1/4                | -      | -                  |
| 当                                                    | 1967年北海道知事選挙     | 1967年4月15日 | 北海道      | 自由民主党 | 1,424,532 | 61.0   | 1/3                | -      | -                  |
| 当                                                    | 第9回参議院議員通常選挙  | 1971年6月27日 | 全国区      | 自由民主党 | 952,130   |        | 4/106              | -      | -                  |
| 当                                                    | 第11回参議院議員通常選挙 | 1977年7月10日 | 全国区      | 自由民主党 | 1,028,981 |        | 8/102              | -      | -                  |
| 当選回数9回 （衆議院議員4・北海道知事3・参議院議員2） |                          |               |             |            |           |        |                    |        |                    |